# كوين أمان
كوين أمان (بالإنجليزية: Kouign-amann)‏ هي كعكة من بريطون،وصفتها نيويورك تايمز بأنها أكثر المعجنات دسامة في أوروبا. هي في الأساس كعكة دائرية متعددة الطبقات تصنع من عجينة الخبز وتحتوي على طبقات من الزبدة والسكر.